# Holoplatys complanatiformis
Holoplatys complanatiformis là một loài nhện trong họ Salticidae. Loài này được phát hiện ở Queensland và New South Wales, Úc.